# Norra Åkarps landskommun
Norra Åkarps landskommun var en tidigare kommun i dåvarande Kristianstads län.

## Administrativ historik
Kommunen bildades i Åkarps socken i Västra Göinge härad i Skåne när 1862 års kommunalförordningar trädde i kraft. Namnet var före 17 april 1885 Åkarps landskommun. 16 augusti 1918 inrättades här Bjärnums municipalsamhälle.
Vid kommunreformen 1952 uppgick kommunen och municipalsamhället i Bjärnums landskommun som 1974 uppgick i Hässleholms kommun.

## Politik

### Mandatfördelning i Norra Åkarps landskommun 1938-1946
| 10 | 4 | 4 | 4 |

| 22 |

| 11 | 3 | 3 | 5 |

| 22 |

| 11 | 4 | 5 | 2 |

| 22 |